# 624.
◄ | 6. stoljeće | 7. stoljeće | 8. stoljeće | ►
◄ | 590-ih | 600-ih | 610-ih | 620-ih | 630-ih | 640-ih | 650-ih | ►
◄◄ | ◄ | 621. | 622. | 623. | 624. | 625. | 626. | 627. | ► | ►►
Astronomija • Književnost • Kršćanstvo • Pravo • Promet

## Rođenja
- Wu Zetian, kineska carica († 705.)

## Vanjske poveznice
|  | Zajednički poslužitelj ima još gradiva o temi 624. |